# Ossaea lanata
Ossaea lanata là một loài thực vật có hoa trong họ Mua. Loài này được (Naudin) C. Wright mô tả khoa học đầu tiên năm 1868.